# Vadim Kuzmin
Vadim Alekseyevich Kuzmin (em russo:  Вади́м Алексе́евич Кузьми́н; 16 de abril de 1937 – 17 de setembro de 2015) foi um físico russo.

## Formação e carreira
Kuzmin completou seus estudos de graduação em 1961 na Universidade Estatal de Moscou obtendo um doutorado em 1971 no Instituto Lebedev. É membro do Instituto de Pesquisa Nuclear de Moscou desde sua fundação em 1970. Lá, foi professor e chefe do Departamento de Astrofísica de Partículas e Cosmologia. Em 1987 obteve o título de doutorado russo (Doktor nauk).
Em 1999 a Academia de Ciências da Rússia concedeu a Kuzmin e Valery Rubakov o Prêmio Friedmann "por uma série de trabalhos sobre a formação da assimetria bárion do universo".
Em 2000 foi eleito membro correspondente da Academia de Ciências da Rússia. Em 2003 recebeu o Prêmio Markov do Instituto de Pesquisa Nuclear por suas contribuições à física dos neutrinos. Em 2006 recebeu o Prêmio Pomeranchuk "por seu trabalho pioneiro em processos de violação do número de bárions, bariogênese e nas propriedades fundamentais dos raios cósmicos de alta energia", junto com Howard Georgi.